# 小野寺瑠奈
小野寺瑠奈（日语：小野寺 瑠奈，1月9日—），日本女性配音員。出身於東京都。身高156cm。

## 人物簡介
日本播音演技研究所畢業。2015年6月1日成為ARISE PROJECT所屬，2020年2月29日離所，目前是自由身。
2018年6月以Marine ENTERTAINMENT企劃製作誕生的聲優組合「teaЯLove」成員的身份參加。
興趣：跳舞、唱歌、插圖。特長：書道、模仿、歌舞伎。

## 演出作品

### 電視動畫
2016年
- 思念的碎片（杏子）
- 貓貓日本史（日语：ねこねこ日本史）（2016年－2020年，靜御前 等）4系列
- Battle Spirits Double Drive（小孩C）
- 麵包與和平！
- Love Live！Sunshine!!（2016年－2017年，女學生）2系列

2021年
- 哥吉拉 奇異點（莉娜·班恩[5]）

### OVA
2016年
- 虹色時光[注 1]

### 電影動畫
2018年
- ANEMONE／交響詩篇艾蕾卡7：高度進化

2020年

### 遊戲
2015年
- 求生檔案 -天空的彼端-（翔太）
- GALGUN DOUBLE PEACE（日语：ぎゃる☆がん だぶるぴーす）（村主左由、村主右由）
- 萬千回憶（日语：サウザンドメモリーズ）（夢喰幼鬼篝）
- 莫比烏斯 最終幻想（莫古利族）

2016年
- AKIBA'S TRIP Festa！（橙木莉莉華）
- （神谷泉、卡美拉、凱莉、西恩那、中原瑠夏）
- 銀河足球隊
- 白貓Project（查科）
- LORD of VERMILION Re:3（日语：LORD of VERMILION III）（波 & 文克斯）

2017年
- 亞爾堤戰記（日语：アルテイルクロニクル）（維斯普、伊南娜）
- 緹利亞傳說（日语：テリア・サーガ）（柯澤特、杜莉、德爾特）
- 聖火降魔錄 英雄雲集（克拉莉涅）
- FINAL FANTASY XIV 新生艾奧傑亞（梅·娜格）
- FINAL FANTASY XIV 紅蓮的解放者（梅·娜格）
- Princess Principal GAME OF MISSION（凱西·希金斯）

## 音樂作品

### 其它參加樂曲
| 發行日期 | 商品名稱     | 主唱     | 曲名             | 備註                 |
| 2019年   | 2019年       | 2019年   | 2019年           | 2019年               |
| -------- | ------------ | -------- | ---------------- | -------------------- |
| 3月31日  | 瞬間         | teaRLove | 「瞬間」         | 《teaRLove》相關歌曲 |
| 4月28日  |              | teaRLove | 「」             | 《teaRLove》相關歌曲 |
| 6月30日  |              | teaRLove | 「」             | 《teaRLove》相關歌曲 |
| 9月28日  |              | teaRLove | 「」             | 《teaRLove》相關歌曲 |
| 12月15日 |              | teaRLove | 「」             | 《teaRLove》相關歌曲 |
| 2020年   |              |          |                  |                      |
| 2月22日  | NO IMITATION | teaRLove | 「NO IMITATION」 | 《teaRLove》相關歌曲 |

## 腳註

## 外部連結
- ARISE PROJECT所屬期間的聲優簡介，存于 （日語）
- 小野寺瑠奈的X（前Twitter） （日語）
- （日語）－WEB THE TELEVISION（日语：ザテレビジョン）
- 小野寺瑠奈 （页面存档备份，存于） （日語）－oricon
- 小野寺瑠奈 （页面存档备份，存于） （日語）－電影.com（日语：映画.com）
- 小野寺瑠奈 （页面存档备份，存于） （日語）－allcinema（日语：allcinema）